# 키이우 대학교
키이우 대학교는 우크라이나의 수도인 키이우에 위치한 국립 대학이다. 정식 명칭은 타라스 셰우첸코 키이우 국립 대학교(우크라이나어: Київський національний університет імені Тараса Шевченка)이다.
1834년 러시아 제국의 니콜라이 1세 황제에 의해 설립되었으며 1939년 지금과 같은 이름으로 바뀌었다. 14개 학과(화학과, 사이버네틱스학과, 지리학과, 경제학과, 정보통신학과, 역사학과, 법학과, 역학·수학과, 철학과, 물리학과, 라디오 물리학·전자·컴퓨터 시스템학과, 심리학과, 사회학과, 예비학과), 6개 연구소(지질학 연구소, 언어학 연구소, 언론 연구소, 국제 관계 연구소, 첨단 기술 연구소, 생물학 연구소)를 두고 있다.